# Geitastrands kommun
Geitastrands kommun (norska: Geitastrand kommune) var en kommun i Sør-Trøndelag fylke i Norge. Kommunen omfattade ett område i den nordöstra delen av nuvarande Orklands kommun (Geitastrands socken). Byn Geitastrand utgjorde kommunens centralort. 

## Administrativ historik
Geitastrands kommun upprättades den 1 januari 1905 genom utbrytning ur Børsa kommun. Kommunen hade 674 invånare vid upprättandet.
Den 1 januari 1963 gick Geitastrands kommun, tillsammans med kommunerna Orkanger och Orkland, upp i Orkdals kommun. Kommunens hade då 559 invånare.
Området utgör sedan den 1 januari 2020 en del av nya Orklands kommun.